# Michel Ray
Michel Ray, pseudonimo di Michel de Carvalho (Gerrard Cross, 21 luglio 1944), è un imprenditore, attore e sportivo inglese, finanziere, ex sciatore olimpico e slittino ed ex attore bambino in film come The Brave One, The Tin Star e Lawrence d'Arabia (sotto il nome Michel Ray).

## Biografia
Nato nel 1944 in Inghilterra, il padre è un diplomatico brasiliano, la madre viene da una ricca famiglia inglese. Viene mandato a studiare in una prestigiosa scuola svizzera, dove sviluppa una grande passione per gli sport invernali. Entra casualmente nel mondo del cinema nel 1954 come attore bambino tramite un amico di famiglia, il produttore Michael Balcon, che gli procura un piccolo ruolo ne Il figlio conteso (1954), dove serviva un ragazzino che sapesse sciare.
Nel 1956 è protagonista del film La più grande corrida, in cui interpreta la parte di un ragazzino messicano. Mentre completa gli studi, prosegue la carriera cinematografica comparendo in alcuni altri film, tra cui Il segno della legge (1957), I figli dello spazio (1958) e il celebre kolossal Lawrence d'Arabia (1962). Tra il 1955 e il 1964 partecipa anche a diversi episodi in serie televisive. Decide però di abbandonare la carriera di attore per frequentare l'Università di Harvard dove si laurea.
Appassionato di sport invernali, rappresenta la Gran Bretagna ai Giochi Olimpici del 1968 (nello sci) e a quelli del 1972 e del 1976 (nello slittino). 
Inizia nel contempo una brillante carriera da imprenditore. Nel 1983 sposa un'amica d'infanzia, Charlene Heineken, figlia dell'industriale proprietario dell'omonima birra olandese, ereditando con lei il 50,05% dell'azienda al momento della morte del suocero avvenuta nel 2002.

## Filmografia parziale

### Cinema
- Il figlio conteso (The Divided Heart), regia di Charles Crichton (1954)
- La più grande corrida (The Brave One), regia di Irving Rapper (1956)
- Il segno della legge (The Tin Star), regia di Anthony Mann (1957)
- Lo strano caso di David Gordon (Flood Tide), regia di Abner Biberman (1958)
- I figli dello spazio (The Space Children), regia di Jack Arnold (1958)
- Lawrence d'Arabia (Lawrence of Arabia), regia di David Lean (1962)

### Televisione
- Climax! – serie TV, episodio 4x20 (1958)
- The DuPont Show of the Month – serie TV, episodio 1x09 (1958)